# Famille d'Abancourt
La famille d'Abancourt est une famille noble française, originaire de Picardie, dont l'origine connue remonte au XIVe siècle. Cette famille du Beauvaisis, implantée au nord-ouest de l'actuel département de l'Oise, à la limite de la Normandie, en plein conquête de Hughes de Gournay, possédait les seigneuries d'Abancourt, Fricourt, La Bellière, Courcelles-les-Campeaux, Courcelles-Rançon, Puiseux-en-Bray, Héloy.

## Origine

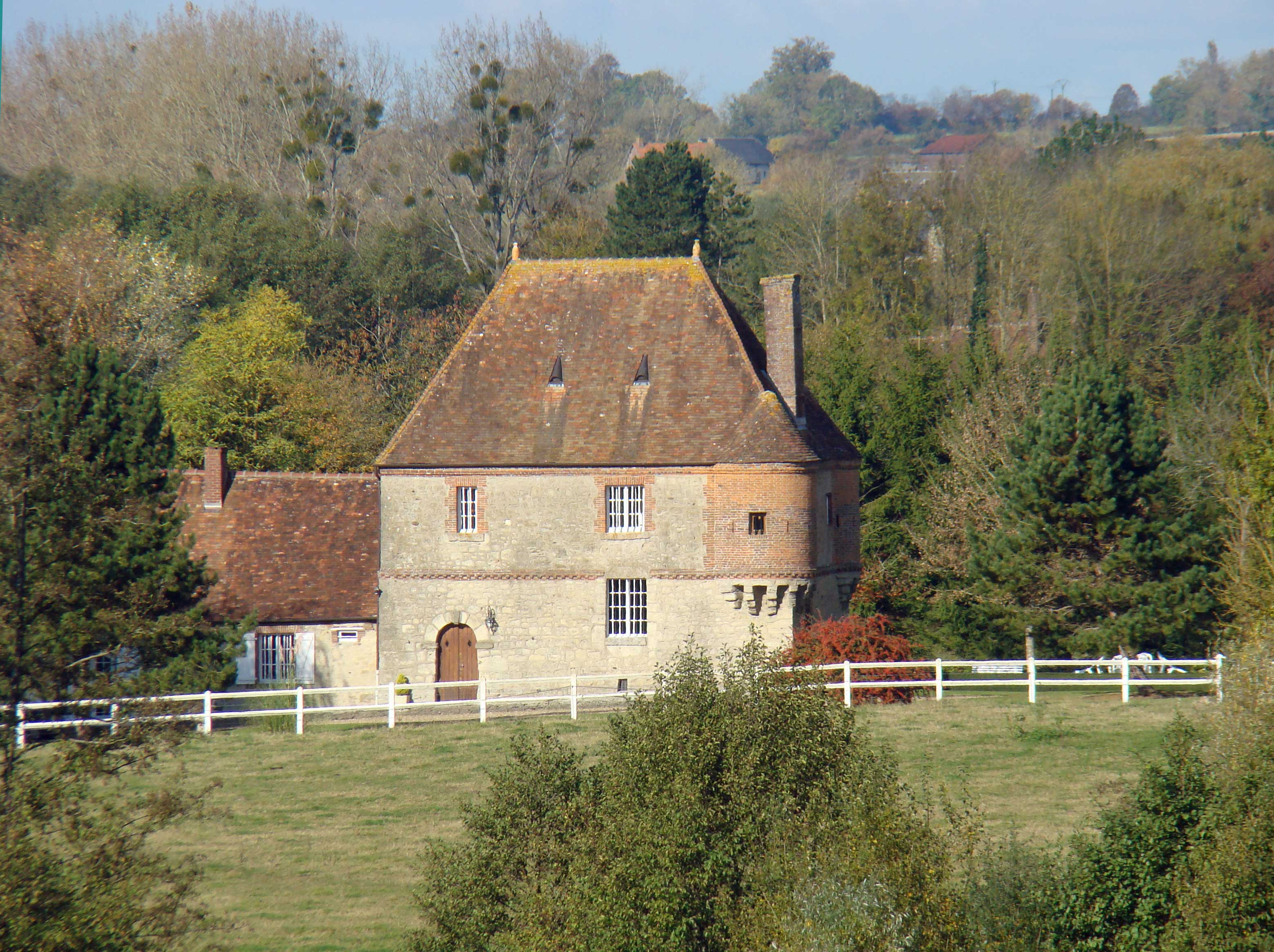
Manoir d'Abancourt, Saumont-la-Poterie (76).

Ce qui suit est tiré du site https://gw.geneanet.org/popeye2_w?lang=fr, chercheur et auteur Michel Robert.
- Jean d'Abancourt, seigneur d'Abancourt (Saumont-la-Poterie, 76), Fricourt (76) par douaire un plein fief de haubert, avant 1312. Fut possiblement officier domestique de Philippe Le Bel en 1288. Il devait être âgé en 1312 puisqu'il avait déjà transféré la seigneurie de Fricourt à son fils. Possédait aussi un fief à Saint-Michel-d'Halescourt (76)[1].
- Mathieu d'Abancourt, fils du précédent, seigneur d'Abancourt (Saumont-la-Poterie) et y demeurant, aussi seigneur de Fricourt, obtenu de ses parents et qui transigea avec le roi Philippe Le Bel en 1317[2].
- Jean d'Abancourt (avant 1377 - après 1410), fils de Mathieu, seigneur de Courcelles-lès-Campeaux (60). Probablement le même qui participa aux guerres de Flandres en 1339[3].
- Guillaume d'Abancourt, demeurant à Abancourt (Saumont-la-Poterie) et seigneur de La Bellière (76), Hérigny (76), Pommereux (76) et Longmesnil (76) en 1324. Contemporain de Jean, le précédent[4].
- Jean d'Abancourt, seigneur de Courcelles-les-Campeaux en 1400[5],[6],[7].
- Adrien d'Abancourt (mort après 1425), chevalier, seigneur d'Abancourt et de Courcelles-les-Campeaux. Participa en tant que chevalier avec 20 hommes d'armes aux guerres anglo-françaises, probablement des deux côtés. Ne vendit pas la seigneurie de Courcelles, une erreur de Badier et Desbois, mais la donna à son fils Guillaume avant 1451[8],[9]. Adrien eut les enfants suivants: Louis, Jean, Ide, Guillaume et un bâtard nommé François[10].
- Guillaume d'Abancourt (mort après 1484), fils du précédent, écuyer, seigneur d'Abancourt, fit aveu et dénombrement de la seigneurie de Courcelles-Lès-Campeaux en 1451. Vendit la seigneurie en 1453 à Nicolas Le Bastier, bourgeois de Paris, avec condition de rachat et la racheta en 1455. Épousa Raouline de Caux en 1467. Mort entre 1483 et 1485[9],[11]. Il eut au moins deux garçons, dont Adrien qui suit et un bâtard, Jean, communément appelé « Le Bâtard d'Abancourt » durant sa vie.

## Branche ainée (XVIe–XVIIIesiècle)
- Adrien d'Abancourt (mort avant 1503), fils du précédent, mais d'un mariage précédent celui avec Raouline de Caux. Seigneur d'Abancourt, Fricourt, Courcelles-les-Campeaux, La Bellière. Épousa Catherine Eudes vers 1490, dont 7 enfants connus.
- François d'Abancourt, fils des précédents, seigneur de Courcelles-les-Campeaux. Épousa Andrée de Richebourg en 1510.
- Jean d'Abancourt (mort après 1570), fils des précédents, seigneur de Courcelles et de Fricourt. Épousa Suzanne Couet (morte après 1577).
- Antoine d'Abancourt, fils aîné des précédents, sourd et muet, seigneur de Fricourt. Épousa Madeleine de Mercastel
- Jean III d'Abancourt (mort après 1580), frère cadet du précédent, seigneur de Blanquart et de Courcelles. Épousa Ide de Neufville, le 17 janvier 1574.
- Pierre d'Abancourt, frère des précédents, seigneur de La Lande, auteur de la branche de La Lande.
- François II d'Abancourt (mort avant 1633), fils de Jean III et d'Ide de Neufville, seigneur de Blanquart, de Courcelles. Épousa Marguerite Le Vert, le 24 février 1603.
- Pierre d'Abancourt, fils d'Antoine d'Abancourt et de Madeleine de Mercastel, seigneur de Fricourt.
- Pierre d'Abancourt, fils aîné de François II et de Marguerite Le Vert, seigneur de Courcelles.
- François III d'Abancourt, frère du précédent, seigneur de Courcelles, de Puiseux et du But-David, maintenu dans sa qualité de noble le 14 octobre 1662, avec ses cousins Claude et Louis d'Abancourt, par arrêt du Conseil d'État du roi. Épousa le 31 janvier 1674 Marie de Gouaix.
- Nicolas d'Abancourt, frère du précédent.
- Antoine-François d'Abancourt et Marie d'Abancourt, frère et sœur des précédents.
- Jean-Baptiste d'Abancourt, fils de François III d'Abancourt et de Marie de Gouaix, seigneur de Puiseux et Courcelles.
- Françoise d'Abancourt et Anne d'Abancourt, sœurs du précédent, reçues toutes deux, le 20 mai 1686 à la Maison royale de Saint-Louis à Saint-Cyr[12].

## Branche de La Lande
- Pierre d'Abancourt, seigneur de La Lande, fils puîné de Jean II d'Abancourt et de Suzanne Couet. Épousa, le 23 mars 1599, Judith de Frerot.
- Michel d'Abancourt, seigneur de La Lande. Épousa, le 4 novembre 1616, Marie de Belleau.
- Louis d'Abancourt, fils des précédents, seigneur de La Lande et de Fransure, vicomte de Vadancourt, lieutenant du roi à Saint-Quentin. Épousa, le 22 juillet 1651, Marie du Breuil.
- Geoffroy d'Abancourt, frère de Louis d'Abancourt, chanoine de la collégiale royale de Saint-Quentin.
- Claude d'Abancourt, frère de Louis et de Geoffroy d'Abancourt, seigneur de Rouvroy, aide de camp des armées du roi, gentilhomme-servant de sa majesté, capitaine d'une compagnie d'infanterie[12]. Marié avec Barbe de Chevilly.
- Maie-Anne d'Abancourt, fille des précédents.